# Ashen (jeu vidéo, 2018)
Pour les articles homonymes, voir Ashen.
Ne doit pas être confondu avec Ashen (jeu vidéo, 2004).
Ashen est un jeu vidéo d'action et de rôle en monde ouvert de type survie, développé par A44 pour les plates-formes Xbox One et Microsoft Windows,,,,.
Il sort le 7 décembre 2018 sur Microsoft Windows et Xbox One.

## Développement
Les premiers contenus publicitaires ont été dévoilés mi-2014. Ashen est présenté au salon de l'E3 2015 comme une exclusivité Xbox One. Le jeu est développé par Aurora 44, un studio de développement de jeux vidéo indépendant ayant pris part au programme ID@Xbox.
Initialement, le jeu a été présenté comme comportant des éléments de gameplay propres aux jeux de survie, tels que la soif. Le joueur est immergé dans un environnement dont la géographie et l'écosystème sont réalistes. Il fait face à des contraintes naturelles, comme le vent, qu'il peut utiliser à son avantage. La géographie du monde doit intégrer une géologie sous-jacente. Le système de combat est décrit comme similaire à celui présent dans la série Souls, accordant une place importante à la résistance et l'endurance.
Ashen se base sur des mécanismes de progression non linéaire (toute différence de jeu amenant à un changement radical dans son déroulement), d'exploration en monde ouvert et de combat à haut risque. Des éléments du genre des jeux vidéo de rôle, telle qu'une ville et ses commerces ou encore des créatures fantastiques, sont également présents dans le jeu.
Le monde dans lequel évolue le personnage est dépourvu de soleil, et les seules lumières existantes sont issues d'éruptions. L'ennemi du jeu, connu sous le nom de Gnaw, détient la capacité d'éroder et d'altérer l'environnement à la manière d'un acide. Ce monde, son atmosphère et son arrière-plan scénaristique s'inspirent du roman La Route de Cormac McCarthy.